# Seznam zápasů ukrajinské fotbalové reprezentace na Mistrovství Evropy
Ukrajinská fotbalová reprezentace byla celkem 4x na mistrovstvích Evropy ve fotbale a to v roce 2012, 2016, 2021, 2024.
- Aktualizace po ME 2024 - Počet utkání - 14 - Vítězství - 4x - Remízy - 1x - Prohry - 9x

| Číslo | Soupeř            | Výsledek | ME      | Fáze turnaje       | Góly Ukrajiny                     |
| ----- | ----------------- | -------- | ------- | ------------------ | --------------------------------- |
| 1.    | Švédsko           | 2 – 1    | ME 2012 | základní skupina D | 2x Andrij Ševčenko                |
| 2.    | Francie           | 0 – 2    | ME 2012 | základní skupina D | Ne                                |
| 3.    | Anglie            | 0 – 1    | ME 2012 | základní skupina D | Ne                                |
| 4.    | Německo           | 0 – 2    | ME 2016 | základní skupina C | Ne                                |
| 5.    | Severní Irsko     | 0 – 2    | ME 2016 | základní skupina C | Ne                                |
| 6.    | Polsko            | 0 – 1    | ME 2016 | základní skupina C | Ne                                |
| 7.    | Nizozemsko        | 2 – 3    | ME 2021 | základní skupina C | Andrij Jarmolenko, Roman Jaremčuk |
| 8.    | Severní Makedonie | 2 – 1    | ME 2021 | základní skupina C | Andrij Jarmolenko, Roman Jaremčuk |
| 9.    | Rakousko          | 0 – 1    | ME 2021 | základní skupina C | Ne                                |
| 10.   | Švédsko           | 2 – 1    | ME 2021 | osmifinále         | Olexandr Zinčenko, Artem Dovbyk   |
| 11.   | Anglie            | 0 – 4    | ME 2021 | čtvrtfinále        | Ne                                |
| 12.   | Rumunsko          | 0 – 3    | ME 2024 | základní skupina E | Ne                                |
| 13.   | Slovensko         | 2 – 1    | ME 2024 | základní skupina E | Mykola Šaparenko, Roman Jaremčuk  |
| 14.   | Belgie            | 0 – 0    | ME 2024 | základní skupina E | Ne                                |